# 國民健康操
國民健康操，為早期中華民國在公立小學（私立小學不一定採用）所實施的一種晨間體操。有第一國民健康操、第二國民健康操、第三國民健康操及第四國民健康操四套。但多數場合播放第一國民健康操。

## 歷史
日治時期除了透過學校推廣體育活動之外，也在工廠、社區間推動體操。日治時期之所以重視體育活動，主要是因為體力等同於國力的觀念，體力是強盛軍事力的後盾，也是發展產業的基礎，因此是國富強兵的憑藉。以國立臺灣歷史博物館典藏之「國民體操圖解掛圖」為例，約是在大正年間由日本國民體操研究所所設計，將國民體操分為準備運動、腸胃強健運動、肺強健運動共合計十二個動作。
戰後，國民政府參考日治時期之體操，改編成國民健康操。

## 實施時段
依各小學的政策，實施時段及次數不盡相同，有的在朝會時段，有的在上午第二節下課，有的則朝會一次、放學一次。國民健康操也常常作為體育課前的暖身操使用。雖然2000年左右陸續被其他新式體操代替，但仍為台灣初期執政政府為提升幼童及青少年體質健康的基本體育課程。

## 組成
國民健康操由11種體操組成，各體操分2個小節，每小節有8拍，可以活動到主要關節及肌肉。
| #  | 體操名稱 | 動畫示例 |
| -- | -------- | -------- |
| 1  | 兩手插腰 |          |
| 2  | 上肢運動 |          |
| 3  | 內外繞圈 |          |
| 4  | 敲肩伸展 |          |
| 5  | 挺胸運動 |          |
| 6  | 左右彎體 |          |
| 7  | 前後彎體 |          |
| 8  | 四肢運動 |          |
| 9  | 轉體運動 |          |
| 10 | 調節運動 |          |
| 11 | 緩和運動 |          |

實際操作共兩回合，第一回合順序為1~9，第二回合重覆2~9後繼續10，11。

## 另見
- 广播体操
- 蛙人操

## 參照
1. ↑  超懷念「國民健康操」　新版「露西」耐ㄟ這呢敖
2. ↑  國立臺灣歷史博物館. . 斯土斯民展品列表 - 斯土斯民-臺灣的故事. 國立臺灣歷史博物館.   [2018-01-31]. （原始内容存档于2018-01-31）.